# Dolmen de la Guette
Le dolmen de la Guette  est un édifice, assimilé à un dolmen, situé sur la commune de L'Île-d'Yeu, dans le département français de la Vendée.

## Historique
L'édifice fut découvert en 1862 par des carriers et fouillé clandestinement par un chercheur de trésor dénommé Gaillard. Marcel Baudouin en entrepris une fouille archéologique et la restauration en 1907. L'édifice est classé au titre des monuments historiques en 1979.

## Description
L'édifice est classé parmi les dolmens à cellule latérale. Marcel Baudouin en dressa un plan avant et après sa restauration. La chambre ouvre au sud-est par un passage de 1,25 m de large. Elle mesure 3 m dans son axe est-ouest et 2 m dans son axe nord-sud. La paroi nord est délimitée par quatre orthostates dressés de manière rectiligne alors que le paroi sud, constituée de cinq orthostates, est légèrement bombée vers l'extérieur. Elle ne comporte pas de dalle de chevet. Selon Baudouin, celui-ci était fermé par une murette en pierres sèches de 0,80 m de long sur 0,60 m de haut, désormais totalement écroulée.
D'après le plan de Baudouin, le sol de la chambre était dallé sur près de la moitié de sa surface par une grande pierre plate de 2 m de long sur 1 m de large comportant vers le centre de la chambre une encoche semi circulaire de 0,60 m de rayon. Cette encoche serait d'époque contemporaine, elle aurait servi à l'ancrage d'un mât d'amer. Cette dalle est actuellement masquée par l'humus mais elle était encore visible en 1994.
Selon le plan de Baudouin, la petite cellule latérale de la paroi sud-est était délimitée par deux orthostates de chaque côté et par une dalle de chevet. L'ensemble dessinait une chambre de forme trapézoïdale atteignant 1,20 m de longueur avec une grande base de 0,80 m à l'entrée et une petite base de 0,40 m côté chevet. Il n'en demeure désormais plus qu'une seule dalle.
Baudouin mentionne un tumulus de terre et de pierre mesurant 13 m à 15 m de diamètre à la base et entre 6 m et 8 m à son sommet sur une hauteur de 3,50 m à 4 m.
La faible hauteur des orthostates (maximum 1,10 m) et l'absence de table de couverture ont conduit Jean L'Helgouach à douter du caractère préhistorique du monument. L'agencement des orthostates sans soin particulier et la présence de nombreux débris d'ardoise l'incite à penser qu'il s'agirait en fait d'un ancien poste de guetteur aménagé sur une butte naturelle à l'époque moderne, d'où le toponyme de « Guette ».
Baudouin ne mentionne aucune découverte de mobilier archéologique.